# Anglais
Cet article concerne la langue anglaise. Pour les autres significations, voir Anglais (homonymie).
L'anglais, littéralement dans cette langue : English, /ˈɪŋ.ɡlɪʃ/ , est une langue indo-européenne germanique originaire d'Angleterre qui tire ses racines de langues du nord de l'Europe (terre d'origine des Angles, des Saxons et des Frisons) dont le vocabulaire a été enrichi et la syntaxe et la grammaire modifiées par le français anglo-normand, apporté par les Normands, puis par le français avec les Plantagenêt. La langue anglaise est ainsi composée d'environ 29 % de mots d'origine normande et française, et plus des deux tiers de son vocabulaire proviennent du français ou du latin[réf. nécessaire]. L'anglais est également très influencé par les langues romanes, en particulier par l'utilisation de l'alphabet latin ainsi que les chiffres arabes.
Langue officielle de facto du Royaume-Uni, de l'Irlande et d'autres îles de l'archipel britannique (Île de Man, îles anglo-normandes), l'anglais est la langue maternelle de tout ou partie de la population, et suivant les cas, la langue ou une des langues officielles de plusieurs pays, totalement ou partiellement issus des anciennes colonies britanniques de peuplement, dont les États-Unis, le Canada, l'Australie et la Nouvelle-Zélande, que l'on réunit sous l'appellation de « monde anglo-saxon », bien qu'il n'existe pas de définition universelle de cette expression.
Il est également langue officielle ou langue d'échange dans de très nombreux pays issus de l'ancien Empire britannique, même en l'absence de population d'origine anglo-saxonne significative (Cameroun, Kenya, Nigeria, Hong Kong, Inde, Pakistan, Singapour, etc.). Beaucoup de pays dont l'anglais est la langue officielle sont réunis au sein du Commonwealth (bien que pour certains, il ne soit pas l'unique langue officielle). C'est également l'une des vingt-quatre langues officielles de l'Union européenne et l'une des six langues officielles et des deux langues de travail — avec le français — de l'Organisation des Nations unies (ONU).
L'anglais est la langue la plus parlée au monde ; en tant que langue maternelle, il se classe troisième, après le chinois (mandarin) et l'espagnol.
Considérée par beaucoup comme étant la langue internationale prédominante, elle est la langue la plus souvent enseignée en tant que langue étrangère à travers le monde. Elle est également la langue la plus utilisée sur Internet.

## Histoire
L’anglais est une langue germanique occidentale dont l'origine se trouve dans les dialectes anglo-frisons apportés sur l’île de Bretagne par les tribus germaniques venues s’y installer, et fortement influencée ensuite, surtout au plan lexical, par les langues des colons originaires de Scandinavie, de Normandie (français anglo-normand) et du nord de la France, en général au Moyen Âge, puis par le français moderne. Comme pour d'autres langues, des emprunts au grec ancien et au latin ont enrichi de manière constante le lexique jusqu'à aujourd'hui. Les autres langues romanes, ainsi que les parlers des anciennes colonies britanniques, ont influencé l'anglais britannique de manière beaucoup moins significative, mais continuent d'être utilisés dans leurs territoires d'origine.
Traditionnellement, on distingue :
- le vieil anglais (Old English, « Ænglisc »), du Ve siècle au milieu du XIIe siècle ;
- le moyen anglais (Middle English), du milieu du XIIe siècle au début du XVIe siècle ;
- l'anglais moderne naissant (Early Modern English), ou anglais élisabéthain, du début du XVIe siècle à la fin du XVIIe siècle ;
- l'anglais moderne (Modern English), de la fin du XVIIe siècle à nos jours.

Le développement de l'empire colonial britannique du XVIIe au XXe siècle a entraîné une expansion de l'anglais dans les territoires conquis ou administrés, en Amérique du Nord, Amérique du Sud, Océanie, Afrique et Asie.
| |
| La gare de Kuranda, au Queensland, en Australie, avec écrit en anglais sur le quai : « Kuranda Railway Tea Rooms ». |

| |
| Le président américain Barack Obama lors d'un discours de campagne devant le slogan « Moving America Forward ». |

|                                                                                      |
| Panneau « Otters crossing » dans les Gardens by the Bay, sur la marina de Singapour. |

## Classification et précision
L'anglais est au départ une langue germanique, famille au sein de laquelle les langues vivantes les plus proches sont les langues frisonnes et le scots. Elle a néanmoins subi à plusieurs reprises l'influence d'autres langues germaniques comme le vieux norrois, de diverses langues romanes, tel le latin et surtout le français, influence latino-romane que l'on remarque non seulement dans les mots qui sont a priori des emprunts lexicaux (déjà vu ou rendez-vous, expressions françaises utilisées en anglais ; embargo de l'espagnol ; cupola, folio ou stiletto de l'italien), mais encore dans de très nombreux mots à étymon latin (comme expect ← exspectare ou scuttle ← scutela) ou des doublets quasi-synonymes entre mots d'origine latine ou romane et mots d'origine germanique (comme liberty/freedom, mutton/sheep, ou même compute, calculate/reckon, cf. néerlandais rekenen, allemand rechnen « calculer »).

## Répartition géographique

### Les accents
L'anglais est une langue pluricentrique (ou polycentrique), qui n'est régie par aucune autorité linguistique centrale (comme l'Académie française en France), et de ce fait aucune variété n'est considérée comme « correcte » ou « incorrecte ».
Une large gamme d'accents coexistent au sein du Royaume-Uni et dans le monde anglophone. Certaines de ces variétés sont difficiles à comprendre, même pour un anglophone de naissance. Toutefois, bien que la variation des accents diminue en Angleterre, les locuteurs natifs sont souvent très fiers de leur accent et de l'identité locale qu'il reflète. En effet, les accents peuvent varier sensiblement même entre les villes et les comtés d'une même région. Par exemple, les Geordies, les habitants de Newcastle upon Tyne, ont généralement un accent distinct de celui des anglophones des villes voisines ; cette variation comprend l'utilisation de « gan » au lieu de « go ».

### Langues dérivées
L'anglais a donné naissance :
- à de nombreux pidgins et créoles tels que le bishlamar, le tok pisin, le sheng ;
- au Basic English, langue artificielle créée par C. K. Ogden et I. A. Richards en 1930 et ne comportant pas plus de 850 mots ; elle ne se développa pas car, à l'instar des langues construites minimalistes, elle paralysait l'expression en exigeant des locuteurs qu'ils recourent sans cesse à des périphrases et elle donnait aux anglophones l'impression qu'on écorchait leur langue maternelle ;
- au special English (anglais spécial), composé de 2000 mots environ, excluant les idiotismes et parlé à vitesse réduite (25 % moins vite qu'une diction normale) ; cette variété d'anglais est une des langues utilisées par la radio VOA (The Voice of America) pour la diffusion de ses émissions dans le monde entier ;
- au simple English, une langue de Wikipédia écrite en anglais, mais avec des règles de simplicité.

### Statut officiel
Les pays où l'anglais est la première langue (mais pas forcément officielle) :
- Antigua-et-Barbuda
- Australie (anglais australien)
- Bahamas
- Belize
- Canada (anglais canadien), en statut d'égalité avec le français.
- Barbade (anglais caribéen)
- Bermudes
- Belize  (anglais bélizien)
- Dominique
- États-Unis (anglais américain)
- Ghana
- Grenade
- Guyana
- Hong Kong
- Irlande
- Jamaïque (anglais jamaïcain)
- Malte
- Nigéria
- Nouvelle-Zélande (anglais néo-zélandais)
- Royaume-Uni (anglais britannique)
- Soudan du Sud
- Rwanda
- Saint-Christophe-et-Niévès
- Saint-Vincent-et-les-Grenadines
- Singapour
- Trinité-et-Tobago
- Zambie
- Zimbabwe

L'anglais est aussi la langue officielle de certains villages de la République dominicaine, proches de la frontière haïtienne (où l'on parle un anglais du XIXe siècle, issu d'anciens esclaves des États du sud des États-Unis ayant fui la guerre de Sécession). 
L'anglais est aussi l'une des premières langues du Belize (avec l'espagnol), du Canada (anglais canadien, avec le français), de l'Inde (hindi et anglais ainsi que 21 autres langues d'État dont le français), de l'Irlande (avec l'irlandais), du Singapour (avec le malais, le mandarin et le tamil), de l'Afrique du Sud (avec le zoulou, le xhosa, l'afrikaans, et le sotho du Nord) et de l'Égypte.

C'est la langue non officielle la plus utilisée en Israël et aux Émirats arabes unis (langue de communication de la population à 74 % étrangère). C'est une langue usuelle dans l'île de Saint-Martin relevant pour partie de la République française et pour partie du royaume des Pays-Bas.
| Latin                                                    | ≈29% |
| Français (d'abord français anglo-normand, puis français) | ≈29% |
| Germanique                                               | ≈26% |
| Grec                                                     | ≈6%  |
| Autres                                                   | ≈10% |

Selon des sources,, l'origine des mots anglais se décompose comme suit :

À Hong Kong, c'est une langue officielle et largement utilisée dans le monde des affaires. Apprise dès l'école maternelle, elle est la langue d'instruction de quelques écoles primaires, de nombreuses écoles secondaires et de toutes les universités. Un nombre important d'étudiants acquièrent un niveau de locuteur anglophone. Cette langue y est si largement utilisée qu'il est inadéquat de dire qu'elle n'est qu'une seconde langue ou une langue étrangère.
En Thaïlande, l'anglais est également utilisé pour les affaires mais après le chinois.
Au Viêt Nam, 6,5 % de la population parle l'anglais à des degrés divers (locuteurs en seconde langue, locuteurs partiels)[réf. nécessaire].
Quelques pays où l'anglais est une langue officielle :
- Afrique du Sud
- Cameroun
- Canada
- États-Unis
- Eswatini
- Fidji
- Ghana
- Grenade
- Hong Kong (Chine)
- Île Maurice
- Îles Marshall
- Îles Cook
- Îles Salomon
- Inde
- Kenya
- Kiribati
- Liberia
- États fédérés de Micronésie
- Namibie
- Nigeria
- Niue
- Ouganda
- Pakistan
- Papouasie-Nouvelle-Guinée
- Philippines
- Rwanda
- Sainte-Lucie
- Samoa
- Seychelles
- Sierra Leone
- Singapour
- Sri Lanka
- Tanzanie
- Vanuatu
- Zambie
- Zimbabwe

## Diffusion de l'anglais

### La mondialisation, catalyseur de la diffusion de l'anglais

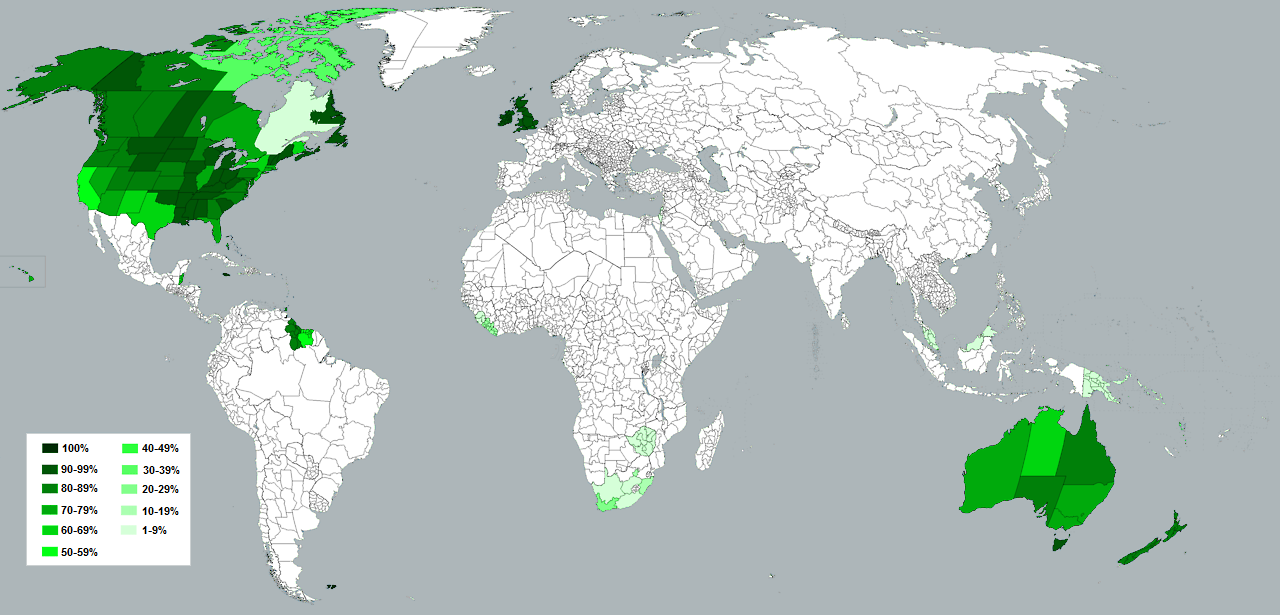
Pourcentages des locuteurs ayant l'anglais comme langue maternelle.

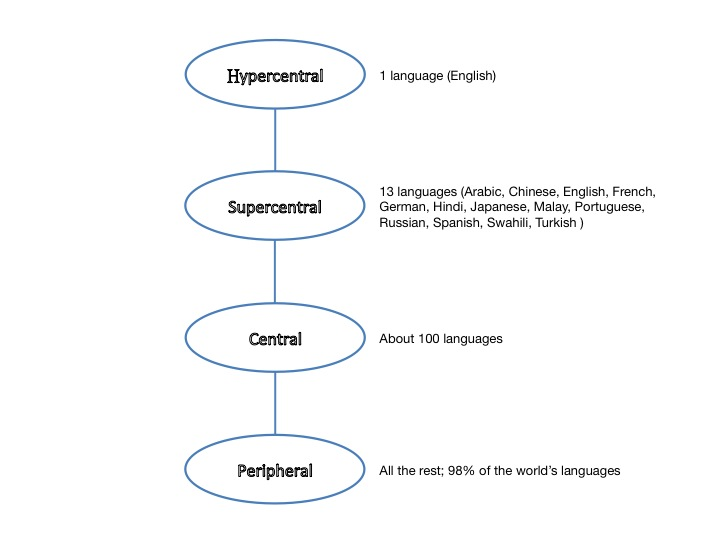
Selon de Swaan (2001) : 1 langue hypercentrale (anglais) ; 13 langues supercentrales (arabe, mandarin, anglais, français, allemand, hindi, japonais, malais, portugais, russe, espagnol, swahili, turc) ; langues centrales (environ 100) ; langues périphériques (toutes les autres, 98 % des langues du monde).

L'influence de l'anglais croît depuis plusieurs décennies du fait de la mondialisation des échanges commerciaux et technologiques, dominés par de grandes puissances parlant cette langue, le Royaume-Uni et les États-Unis en particulier. Écrivant en 1989, Maurice Pergnier, évoque cette situation en ces termes :

« La suprématie socio-économique des États-Unis, d'où découle une puissante hégémonie culturelle, a fait de l'anglais, en quelques décennies, la langue de communication universelle incontestée. Il n'y a guère de précédents (…) si on excepte le cas (…) du latin, de la fin de l'Antiquité à la Renaissance. »

La prédominance de l'anglais a remplacé celle du français au XXe siècle, à la suite des deux guerres mondiales dont la France est sortie exsangue et du renforcement du poids politique, culturel et économique des États-Unis.
L'opinion selon laquelle l'anglais serait la langue de communication universelle incontestée, ainsi que le choix le plus adapté d’un point de vue économique en matière de communication internationale, est très vivement contestée (voir Rapport Grin et espéranto).
L'anglais occupe des positions de plus en plus fortes dans le monde, et en particulier en Europe. Le linguiste Claude Hagège estime que la raison en est le développement considérable, dans l'Europe contemporaine, de l'économie libérale, dont l'anglais est le support. À l'origine des assises libérales de l'anglais, une solidarité naturelle unit la langue anglaise et l'idéologie libre-échangiste, qui a dominé la conception anglaise des relations humaines et commerciales depuis David Hume (1740) et Adam Smith (1776), lesquels ont inspiré les doctrines libérales de David Ricardo (1817) et John Stuart Mill (1848).
Toutefois, la démographie des pays anglo-saxons étant moins dynamique que celle de certains pays émergents, la part de la population mondiale ayant l'anglais pour langue maternelle pourrait diminuer, passant de 9 % en 2000 à 5 % d'ici 2050, alors que selon les projections effectuées par les Nations unies en 2002, la part de la population francophone pourrait passer de 3 % de la population mondiale en 2000 à 7 % en 2050. En 2060, la population appartenant aux pays où l’anglais a le statut de langue officielle (« l'espace anglophone ») atteindra quatre milliards d'individus, les cinq principaux espaces linguistiques suivants seront le français (850 millions), l'hindi (700 à 800 millions), l'arabe (700 millions), l'espagnol (600 millions) et le portugais (350 millions).
Claude Truchot estime que l'usage de termes anglais dans le discours, qui est une pratique qui s'est renforcée depuis une quinzaine d'années, revêt une dimension idéologique, dans la mesure où son objectif est d'exprimer la modernité et l'internationalité en évitant l'usage de la langue maternelle.
Un certain nombre de multinationales ont refusé l'hégémonie de l'anglais comme l'illustrent les propos de Jean-François Dehecq, PDG de Sanofi Aventis, tenus lors d'un entretien accordé au journal L'Expansion (27 juin 2005) qui lui avait demandé quelle était la langue utilisée dans son groupe, celui-ci répondit : « Ce n’est sûrement pas l’anglais. Une multinationale est une entreprise dans laquelle chacun peut parler sa langue. Dans une réunion, c’est du cerveau des gens dont on a besoin. Si vous les obligez à parler anglais, les Anglo-Saxons arrivent avec 100 % de leurs capacités, les gens qui parlent très bien, avec 50 %, et la majorité, avec 10 %. À vouloir tous être anglo-saxons, il ne faut pas s’étonner que ce soient les Anglo-Saxons qui gagnent ».

### Diffusion dans les sciences et les techniques
L'emploi de mots anglais est notable dans des secteurs comme l'informatique, les télécommunications comme le fut (et l'est toujours, d'ailleurs) l'italien pour la musique classique. Mais les nouvelles technologies (DVD multi-langues, mondialisation de l'internet) et l'adaptation des entreprises à leurs clients (CNN diffusant en plusieurs langues, Microsoft fabriquant le logiciel Windows en plusieurs langues) ont porté un coup relatif à cette domination de l'anglais. L'anglais est depuis 1951 la langue utilisée dans l'aviation, sur décision de l'OACI. De plus en plus de travaux de recherches scientifiques (thèses, études, etc.) sont rédigés en anglais ou font l'objet d'une traduction dans cette langue.
Dans certains États non anglophones, l'anglais est devenu langue officielle dans une partie de l'enseignement supérieur. En Suisse, l'anglais est devenu une langue d'enseignement pour certains cours spécifiques, principalement dans des facultés scientifiques et techniques au niveau du Master universitaire. Les langues d'enseignement demeurent toutefois très largement les langues nationales officielles qui ont cours en Suisse, à savoir l'allemand, le français ou l'italien.

### Diffusion dans les relations internationales
Au cours du XXe siècle, l'anglais a acquis dans le monde la place de la langue la plus fréquemment utilisée dans les rencontres internationales, même si le multilinguisme reste la norme. Alors que le français était jusqu'à la Première Guerre mondiale la langue privilégiée des relations diplomatiques et des relations contractuelles, l'importance croissante des États anglophones dans les relations internationales a favorisé l'emploi de l'anglais au détriment du français ou de l'allemand.

### Extension de la base de locuteurs
L'anglais est la seconde langue, officielle ou de facto, de très nombreux États, dont certains à forte croissance démographique (comme le Nigeria ou l'Ouganda). C'est la langue étrangère la plus apprise au monde, avec un nombre toujours croissant d'apprenants.
Certains chercheurs[réf. nécessaire] s'inquiètent du risque d'évolution non maîtrisée de la langue (changement de sens des mots, simplifications grammaticales, modification de la prononciation) en constatant le poids croissant du nombre de locuteurs ne maîtrisant que peu ou mal la langue par rapport au nombre de locuteurs instruits ayant l'anglais pour langue maternelle.
Selon le service de la recherche pédagogique de Hanovre, il existe un décalage important dans l'apprentissage de l'anglais comme seconde langue entre le niveau qu'estiment posséder les utilisateurs et leur véritable maîtrise. Ainsi, il a été demandé à des élèves qui pratiquaient depuis 8 à 10 ans d'estimer leur niveau de compétence : 34 % ont répondu « très bien », 38 % ont répondu « bien » ; en revanche, à la suite d'un test d'évaluation on s'est rendu compte que seulement 1 % des étudiants maîtrisaient très bien l'anglais, et seulement 4 % le maîtrisaient bien,.
Dans le cadre d’une étude réalisée en 2000 et publiée dans le numéro 26-27, 2002, de Läkartidningen, revue spécialisée destinée aux médecins suédois, 111 médecins généralistes danois, suédois et norvégiens ont lu le même article synoptique pendant 10 minutes. La moitié l’a lu dans sa langue maternelle, l’autre moitié en anglais. Des questions étaient posées tout de suite après la lecture. En général, tous les médecins danois, norvégiens et suédois sont relativement à l’aise avec la langue anglaise grâce à l’enseignement reçu à l’école et grâce également à la télévision, au cinéma et aux chansons. De plus, leur langue est apparentée à l’anglais. Ils lisent également des ouvrages d’études en anglais, sont abonnés à des revues médicales en anglais. Dans le cadre de cette étude, les médecins avaient indiqué qu’ils comprenaient tous l’anglais. 42 % d’entre eux avaient même signalé qu’ils lisaient chaque semaine des communiqués en anglais. Cette étude a révélé que les médecins qui avaient lu le texte en anglais avaient perdu 25 % des informations par rapport au même texte lu dans leur langue maternelle.

### Polémique sur cette diffusion
Dans un discours prononcé aux États-Unis en 2000, Margaret Thatcher liait la domination de l'anglais à la domination politique et économique de ce pays : « Au XXIe siècle, le pouvoir dominant est l'Amérique, le langage dominant est l'anglais, le modèle économique dominant est le capitalisme anglo-saxon ». En 2005, les États-Unis s'opposent vigoureusement à l'adoption par l'Unesco de la convention sur la diversité culturelle. Ceci semble révéler une volonté d'imposer l'anglais au niveau international. Certains chercheurs dénoncent cette domination croissante, qu'ils qualifient d'impérialisme linguistique, et les risques qui, selon eux, peuvent en découler, notamment le risque d'hégémonie (l'anglais prend la place d'autres langues) ou de sélection sociale (il faut parler anglais pour faire partie de l'élite). C'est dans cette perspective qu'est décerné en France le prix de la carpette anglaise destiné à critiquer les personnalités françaises ayant mis un zèle particulier dans l'emploi injustifié de l'anglais. Ainsi en 1999, Louis Schweitzer, l’ex-PDG de Renault, avait reçu ce prix pour avoir décidé que les communications entre les cadres de sa multinationale se feraient exclusivement en anglais. Cependant en avril 2001, l’AFP informait qu’il abandonnait cette voie et reconnaissait que l'anglais fut plus un handicap qu'une aide : « La langue a été une difficulté un peu supérieure à ce que nous pensions. Nous avions choisi l’anglais comme langue de l’alliance mais cela s’est avéré un handicap avec un rendement réduit de part et d’autre ».
En particulier depuis le 1er mai 2008, le Protocole de Londres impose de connaître l'anglais ou l'allemand pour ne pas enfreindre la loi sur les brevets[réf. nécessaire], ce qui contreviendrait à la constitution française qui définit le français comme langue nationale.
Il existe des études, telles le rapport Grin, qui cherchent à quantifier cette influence et à évaluer certaines solutions alternatives dans le cadre de la politique linguistique de l'Union Européenne.

### Influences indirectes
L'importance prise par l'anglais américain traduit la puissance économique et politique des États-Unis, et leur influence dans le monde, bien plus que celle du Royaume-Uni, berceau de la langue anglaise. Elle s'accompagne plus généralement d'une influence socioculturelle, qui s'exerce, outre la langue, par l'apprentissage de codes sociaux et par le cinéma. Elle peut ainsi avoir un impact non négligeable sur les modes de vie des pays non anglophones, au travers du phénomène d'américanisation.

## Écriture et orthographe
L'anglais utilise l'alphabet latin (avec, anciennement, des lettres comme ð ou þ ; voir l'histoire de la langue anglaise). Il n'utilise des signes diacritiques que pour écrire les mots d'origine étrangère ; toutefois le tréma est utilisé dans certains textes pour indiquer qu'une deuxième voyelle ne fait pas partie d'un digramme. Par exemple, on trouve parfois coöperate, bien que les graphies cooperate ou co-operate soient plus fréquentes.
Son orthographe découle d'un long processus historique et il n'y a souvent plus de correspondance exacte entre celle-ci et la prononciation actuelle.
À partir du XVIe siècle plusieurs personnes ont proposé de simplifier l’orthographe de l’anglais ; quelques-unes, dont Benjamin Franklin et George Bernard Shaw, ont même proposé une écriture phonétique, mais sans succès. Le mot fictif ghoti qui se prononce comme le français « fiche » a été utilisé comme exemple de l’inadéquation de l’orthographe actuelle.

## Prononciation

### Voyelles
Les symboles dans la liste ci-dessous sont ceux de l'alphabet phonétique international tels qu'ils sont utilisés pour la transcription de l'anglais (sauf aux États-Unis) par la plupart des dictionnaires, spécialisés ou non, depuis la fin des années 1970.

#### Voyelles brèves
- /ɪ/ : fifteen (quinze), fish (poisson), chips (copeaux)
- /ɛ/ : men (hommes), to let (laisser)
- /æ/ : man (homme), cat (chat)
- /ɒ/ : hot (chaud)
- /ʊ/ : goods (marchandises), to put (mettre)
- /ʌ/ : sun (soleil), drunk (ivre)
- /ə/ : sister (sœur), the dog (le chien)

#### Voyelles longues
- /iː/ : sea (mer), to read (lire)
- /ɑː/ : car (voiture), dark (sombre)
- /ɔː/ : wall (mur), law (loi)
- /uː/ : moon (lune)
- /ɜː/ : first (premier), bird (oiseau)

#### Diphtongues
- /aɪ/ : five (cinq), high (haut)
- /eɪ/ : snake (serpent), name (nom), Shakespeare
- /ɔɪ/ : oil (huile), boy (garçon)
- /aʊ/ : cow (vache), to count (compter)
- /əʊ/ ou /oʊ/ : road (route), old (vieux)
- /ɛə/ : hair (cheveux), bear (ours)
- /ɪə/ : beer (bière)
- /ʊə/ : poor (pauvre)

#### Triphtongues
- /aɪə/ : fire (feu), liar (menteur)
- /aʊə/ : flour (farine), flower (fleur)
- /eɪə/ : layer (couche), player (joueur)

Les séquences appelées triphtongues sont en fait quelquefois constituées de deux syllabes : à savoir une diphtongue suivie de /ə/.

### Consonnes
Le tableau ci-dessous présente le système des consonnes de l'anglais avec les symboles de l'alphabet phonétique international (API).
Lorsqu'une case contient deux sons, celui du haut est « sourd » ou « non-voisé », celui du bas est « sonore » ou « voisé ».
|                   | bilabiale                                       | labio-dentale                               | dentale                                       | alvéolaire                                   | post-alvéolaire                                   | palatale             | vélaire                                  | glottale               |
| ----------------- | ----------------------------------------------- | ------------------------------------------- | --------------------------------------------- | -------------------------------------------- | ------------------------------------------------- | -------------------- | ---------------------------------------- | ---------------------- |
| occlusive         | - /p/ : pie (tarte) - /b/ : to bring (apporter) |                                             |                                               | - /t/ : tear (larme) - /d/ : hard (dur)      |                                                   |                      | - /k/ : cat (chat) - /ɡ/ : glass (verre) |                        |
| nasale            | - /m/ : mother (mère)                           |                                             |                                               | - /n/ : no (non)                             |                                                   |                      | - /ŋ/ : song (chanson)                   |                        |
| battue            |                                                 |                                             |                                               | - [ɾ] (/r/) better (meilleur)                |                                                   |                      |                                          |                        |
| fricative         |                                                 | - /f/ : fly (voler) - /v/ : living (vivant) | - /θ/ : bath (le bain) - /ð/ : then (ensuite) | - /s/ : to sleep (dormir) - /z/ : nose (nez) | - /ʃ/ : shoe (chaussure) - /ʒ/ : usual (habituel) |                      |                                          | - /h/ : house (maison) |
| affriquée         |                                                 |                                             |                                               |                                              | - /tʃ/ : church (église) - /dʒ/ : bridge (pont)   |                      |                                          |                        |
| spirante          |                                                 |                                             |                                               | - /ɹ/ : run (courir)                         |                                                   | - /j/ : year (année) |                                          |                        |
| latérale spirante |                                                 |                                             |                                               | - /l/ : labour (travail)                     |                                                   |                      |                                          |                        |

|          | labio-vélaire                                   |
| -------- | ----------------------------------------------- |
| spirante | - /w/ : to wash (laver) - [ʍ] : whine (geindre) |

## Grammaire

### Singularités grammaticales
Selon Jean-Pierre Cléro et Sandra Laugier, certaines caractéristiques de la grammaire anglaise, correspondant à un refus des constructions linguistiques issues de la spéculation philosophique et à la préférence pour la langue ordinaire[pas clair], rendent cette langue souvent difficile à traduire. Cette intraduisibilité (en particulier en français), qui joue un rôle crucial dans l'universalisation d'une langue apparemment simple, s'articule autour de quelques points majeurs :
- le régime du passif : forme privilégiée d'une action lorsque son agent est indéterminé ou, à l'inverse, trop évident « She was offered a bunch of flowers » et que le français traduit par l'emploi du « on » modifiant ainsi les relations internes à la phrase entre actants (l'agent et le patient)[36] ;
- l'ellipse de l'agent : elle est devenue une caractéristique de la langue elle-même « the door opens » où le français doit recourir au pronom « se » pour marquer la présence d'un actant, ou favorisée par la tournure passive (un gros titre de journal : Killer's car found « la voiture du meurtrier a été découverte »)[37] ;
- do, make, have : la traduction en français de ces termes nécessite des constructions plus lourdes, par exemple pour « I do » performatif, have causatif « he had Mary pour him a drink », « make » causatif avec une nuance de contrainte « he made Mary open her bag ». Les nuances apportées par ces traductions possibles du français « faire » correspondent aussi à des enjeux philosophiques sur les limites du concept d'action[38].
- la substance transitoire : la dérivation des verbes par -ing évite la substantivation des verbes, qui conservent leur valeur sémantique de verbe (« the doing of an action »), et la dérivation des adjectifs par -ity, -hood, -ness, et -y évite la réification des qualités[pas clair] : innerness désigne encore une qualité, contrairement à intériorité. Leur traduction en français nécessite des constructions plus lourdes[39].

Ces possibilités favoriseraient un langage philosophique stylistiquement neutre et apparemment traduisible de façon transparente. En réalité, la nécessité d'utiliser des constructions plus lourdes pour la traduction encourage à écrire directement en anglais pour éviter l'emploi d'un vernaculaire technique indigeste. C'est ainsi son intraduisibilité, et non sa transparence, qui favorise l'universalisation de l'anglais.

### Conjugaison
Selon Henriette Walter, il est remarquable que, parmi les langues germaniques, seul l'anglais a élaboré tout un « arsenal de moyens pour exprimer la notion d'imparfait différente de celle du prétérit ». C'est ainsi qu'il existe la forme he worked (« il travailla ») d'une part et he was working (« il travaillait ») d'autre part (et aussi, pour exprimer l'habitude, he would work et he used to work). La nécessité de rendre compte de l'imparfait est très vraisemblablement apparue au cours des contacts avec le français.

## Lexique

### Nombre de mots
Contrairement à d’autres langues, il n'existe pas d’organisme qui recense officiellement les mots anglais. Comme par ailleurs l’importance actuelle de cette langue dans la recherche scientifique fait que de nombreux mots sont créés tous les jours (certains promis à une large diffusion, d’autres restant d’usage confidentiel), il n’existe pas de liste complète. Le dictionnaire Oxford English Dictionary, un des plus complets, recense plus de 600 000 entrées, y compris des mots désuets, des mots techniques et des mots de dialectes locaux. Ce nombre semble confirmé par le Webster's Third New International, qui recensait 450 000 mots en 1961. Cependant, leurs entrées ne coïncident pas entièrement et on estime qu’en les combinant on atteindrait 750 000 mots, total qui est supérieur à celui constaté dans d'autres langues.
Cette large base lexicale provient en grande partie de l'emprunt par l'anglais, à partir de la conquête normande, de nombreux mots franco-normands. On a pu estimer qu'au XIIIe siècle 10 000 de ces mots environ avaient été importés. Souvent, ils dupliquaient les mots d'origine anglo-saxonne déjà existants : dans certains cas, l'un des deux mots supplanta l'autre, alors que dans de nombreux autres cas les deux continuèrent à coexister, amenant à une juxtaposition de mots différents relatifs à une même notion mais avec des sens légèrement différents. Ainsi, à côté de house, mot d'origine germanique (à rapprocher de l'allemand Haus), qui signifie « maison », on trouve mansion, mot d'origine franco-normande qui désigne une « grande demeure », un « manoir », ou encore freedom et liberty, deux mots très proches, le premier ayant un sens général et le second faisant référence à un système politique de droits et de devoirs. De même, on trouvera des paires de mots issues de groupes linguistiques différents, telles que moon et lunar, tooth et dentist, weapon et armament, strength et force.

### Origine des mots
En 1973, Thomas Finkenstaedt et Dieter Wolff, en se basant sur les 80 000 mots du Shorter Oxford Dictionary (3e édition), ont établi dans Ordered Profusion la répartition suivante:
- langue d'oïl, le français anglo-normand principalement mais on y trouve aussi le picard et enfin l'ancien français : 28,3 % ;
- latin, y compris les mots scientifiques et techniques de fabrication récente : 28,24 % ;
- ancien et moyen anglais, vieux norrois et néerlandais : 25 % ;
- grec : 5,33 % ;
- étymologie indéterminée : 4,02 % ;
- mots dérivés de noms propres : 3,28 % ;
- toutes les autres langues : moins de 1 %[Note 6].

Ces estimations doivent être prises avec beaucoup de prudence car de nombreux mots sont entrés dans l'anglais par l'intermédiaire d'une autre langue (par exemple des mots latins via le franco-normand). Ces problèmes de définition conduisent à des appréciations différentes. Ainsi la linguiste française Henriette Walter affirme de son côté que plus des deux tiers des mots anglais sont d'origine française, alors que les emprunts du français à l'anglais ne dépassent guère plus de 4 %. L'abondance de termes, même courants, issus du français explique qu'une bonne partie du vocabulaire soit plus accessible aux francophones qu'aux locuteurs de langues pourtant germaniques comme le néerlandais, l'allemand ou les langues scandinaves. On compte des mots tirés de l'ancien français (enjoy, challenge, bacon), mais aussi du français moderne voire contemporain (façade, restaurant, encore). Certains mots ont même été empruntés puis réempruntés : « challenge » est un mot français d'origine anglaise (a challenge), issu lui-même de l'ancien français chalenge ; bacon également, sorti de l'usage du français au XVIe siècle et revenu « fumé » d'outre-Manche à la fin du XIXe siècle, etc. Selon Melvyn Bragg, auteur de The Adventure of English, l'anglais qui comptait avant l'invasion normande de 1066 quelque 25 000 à 30 000 mots, s'est enrichi au cours des deux à trois siècles suivants d'environ 10 000 à 12 000 mots d'origine française.
À noter donc un nombre considérable d'emprunts au français qui ont conservé leur orthographe d'origine (justice, miracle, date, silence, machine, regret, surprise, empire, queue, table, intelligent, centre, force, science, nature, portrait, culture, point, royal, image, attention, lion, double, muscle, message, amusement, secret, prairie, journal, saint, page, police…) mais sont prononcés différemment ; également un très grand nombre de mots issus de l'ancien français qui sont restés tels quels en anglais comme chief (devenu chef en français moderne), isle (devenu île) ou encore forest (devenu forêt), hospital (devenu hôpital), ainsi que quest, conquest, request, tempest, arrest qui ont perdu le « s » en français moderne, « remplacé » par un accent circonflexe ; mais aussi people, issu de l'une des variantes en ancien français (et normand) du mot peuple.
On peut également évoquer la présence dans la langue anglaise de termes provenant du français mais qui ont cependant disparu de celui-ci alors qu'il évoluait, comme le mot fame signifiant « célébrité », qui n'existe plus en français moderne tout en demeurant présent dans l'adjectif fameux, dont le sens a peu à peu évolué, ou comme quiet, disparu du français moderne, tout en y perdurant aux travers du nom quiétude, de son contraire inquiet et du nom dérivé inquiétude. Enfin, notons que de très nombreux verbes anglais sont issus (ou dérivent) du français comme to change, to charge, to employ, to declare, to envoy, to maintain, to claim, to imagine, etc. Et des mots décrits comme anglais ne sont parfois que des termes issus du français lui revenant, à l'image du mot sport, provenant en fait de l'ancien français desport ou encore suspense, issu de l'anglo-français suspens (comme dans en suspens), lui-même provenant du vieux français sospense signifiant « report », « ajournement », « suspension ».
Le français recèle des mots d'origine germanique (francique). Dans le cas du normand viennent se surajouter des termes d'origine scandinave. Ainsi, paradoxalement, nombre de mots anglais issus du normand ou du français sont d'origine germanique, bien qu'ils aient une apparence latine (voir list of English Latinates of Germanic origin (en)).
L'apport du vieux norrois, consécutif aux raids et aux peuplements vikings ayant eu lieu de la fin du VIIIe siècle à la fin du Xe siècle, est assez faible numériquement mais a donné à l'anglais moderne certains de ses mots les plus courants : skirt, sky, skin, both, same, get, again, cake, knife, etc et a influencé la phonétique, par exemple : give au lieu de ġi(e)f-an (ġ = y), sister au lieu du vieil anglais sweoster.
Les emprunts aux langues celtiques sont extrêmement peu nombreux : David Crystal estime qu'ils ne dépassent pas deux douzaines, ce qui est curieux s'il est vrai que ces langues dominaient les îles Britanniques avant l'arrivée des Saxons. Quelques mots subsistent en anglais moderne, comme crag (rocher) ou galore (en abondance), parfois dans des dialectes régionaux et surtout dans des noms de lieux (London, Thames, Kent). On retrouve des racines celtes comme bre et pen (colline), coombe ou combe (vallée), tor (rocher) (dans Torquay), don (rivière) (dans Doncaster), etc..
Bien que l'anglais ait absorbé de nombreux mots d'origine étrangère, le cœur du lexique reste anglo-saxon : les 100 premiers mots du Corpus d'anglais américain de l'université Brown, assemblé dans les années 1960, sont anglo-saxons. Les mots les plus courants de la langue anglaise (mots grammaticaux comme in, the, be, ou lexicaux comme father, love, name, etc.) sont des mots d'origine anglo-saxonne.